# Lepidasthenia retrodentata
Lepidasthenia retrodentata är en ringmaskart som beskrevs av Monro 1933. Lepidasthenia retrodentata ingår i släktet Lepidasthenia och familjen Polynoidae. Inga underarter finns listade i Catalogue of Life.